# Albert Ehrenstein
Albert Ehrenstein (Ottakring, 23 de dezembro de 1886 – Nova Iorque, 8 de abril de 1950) foi um escritor expressionista alemão, de ascendência judaica.
A sua poesia é um exemplo de recusa dos valores burgueses e a fascinação pelo Oriente, em particular pela China. 
Passou a maior parte da sua vida em Berlim, mas também viajou por toda Europa, África e o Extremo Oriente. Em 1930 viajou ao Mandato Britânico da Palestina, e publicou as suas impressões numa série de artigos. Pouco antes da tomada de posse nazista mudou-se para a Suíça e, em 1941, para Nova Iorque.

## TICU

### Poesia
- Der Mensch Schreit (1916)
- Die rote Zeit (1917)
- Briefe an Gott (1922)
- Das gelbe Lied (1933)

### Prosa
- Tubutsch (1911)
- Der Selbstmord eins Katers (1912)
- Ritter des Todes (1926)
- Gedichte und Prosa